# Nhà thờ thánh Thomas (Brno)
Nhà thờ Thánh Thomas (tiếng Séc: Kostel sv. Tomáše Apoštola a Zvěstování P. Marie) là một trong những nhà thờ lâu đời và có giá trị lịch sử nhất ở thành phố Brno, Cộng hòa Séc.

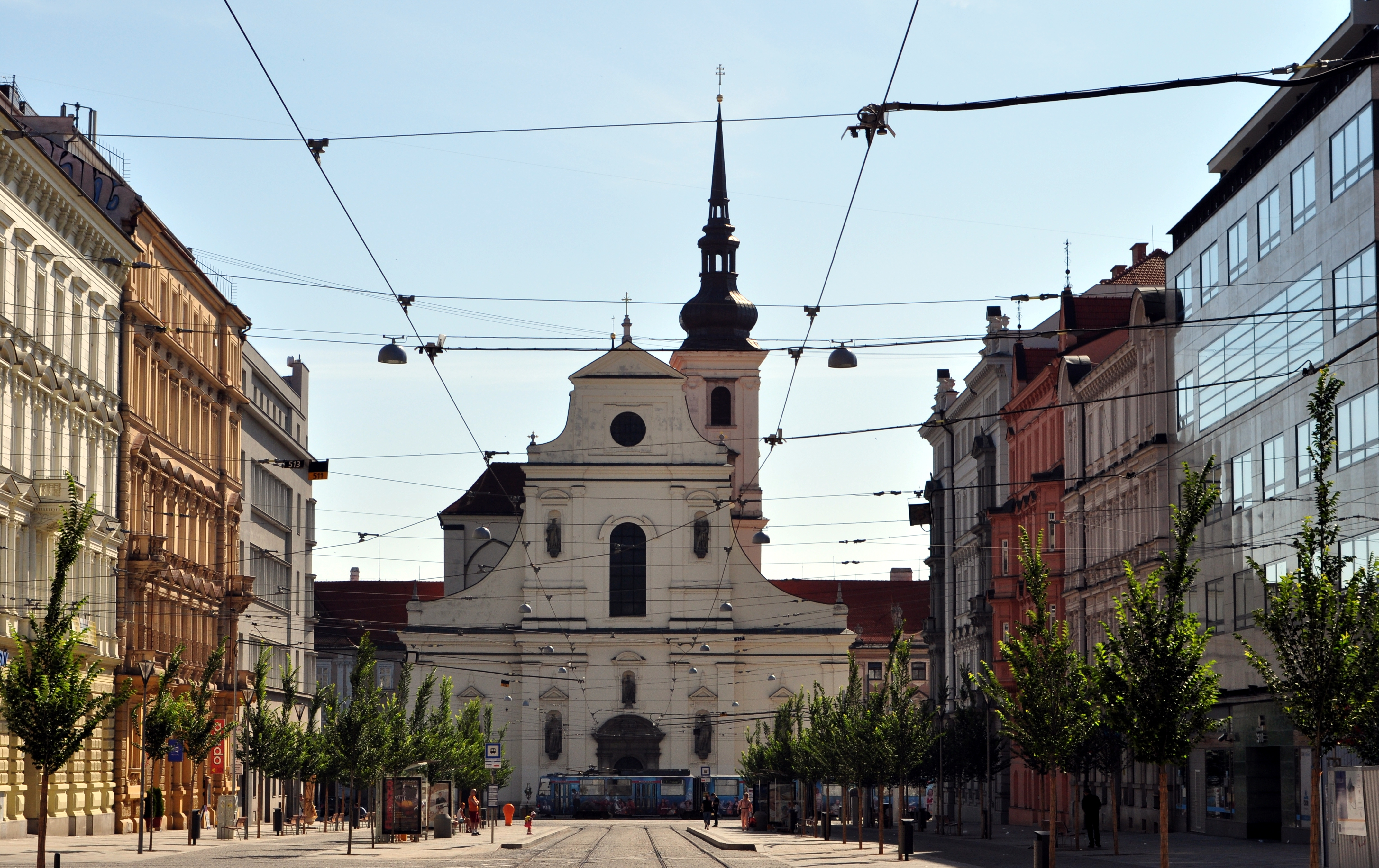
Phố Joštova kết thúc bởi mặt tiền phía tây của nhà thờ

Nhà thờ được xây dựng vào giữa thế kỷ 14 dưới sự bảo trợ của Bá tước John Henry Luxembourg và  Margrave Moravia cùng với sự ủng hộ tích cực của Hoàng đế La Mã, Charles IV. Sau khi xây dựng hoàn tất, nhà thờ chính thức trở thành một phần của tu viện Augustinia. Trải qua sáu năm làm việc, nhà thờ được thánh hiến vào ngày 13 tháng 3 năm 1356 bởi Giám mục Olomouc Jan Očko của Vlašim. Lễ thánh hiến có sự hiện diện của Vua Charles IV, hoàng tử của John Henry. Sau này, nhà thờ trở thành nơi chôn cất của Margrave John Henry và con trai của ông là Jobst của Moravia, vị Vua La Mã Đức.
Ở gian giữa phía nam của nhà thờ có một bức tượng đá nổi tiếng được trạm khắc theo phong cách Gothic, được gọi là Pietà của thánh Thomas.
Vào cuối thế kỷ 17, trong Chiến tranh Ba Mươi Năm, quân Thụy Điển bao vây Brno khiến nhà thờ hư hại nghiêm trọng. Tuy nhiên, nhà thờ đã được tu sửa theo phong cách kiến trúc Baroque ngay sau khi chiến tranh kết thúc.
Ngày 1 tháng 1 năm 1871, kiến trúc sư Adolf Loos đã được làm lễ rửa tội tại đây.